# Interstate 295 (Virginie)
Pour les articles homonymes, voir Interstate 295.
L'Interstate 295 (I-295) est une autoroute auxiliaire de contournement à l'est et au nord de Richmond et de Petersburg, en Virginie. Le terminus sud se trouve à un échangeur avec l'I-95 au sud-est de Petersburg tandis que le terminus nord se trouve à la jonction avec l'I-64 à l'ouest de Richmond.

## Description du tracé

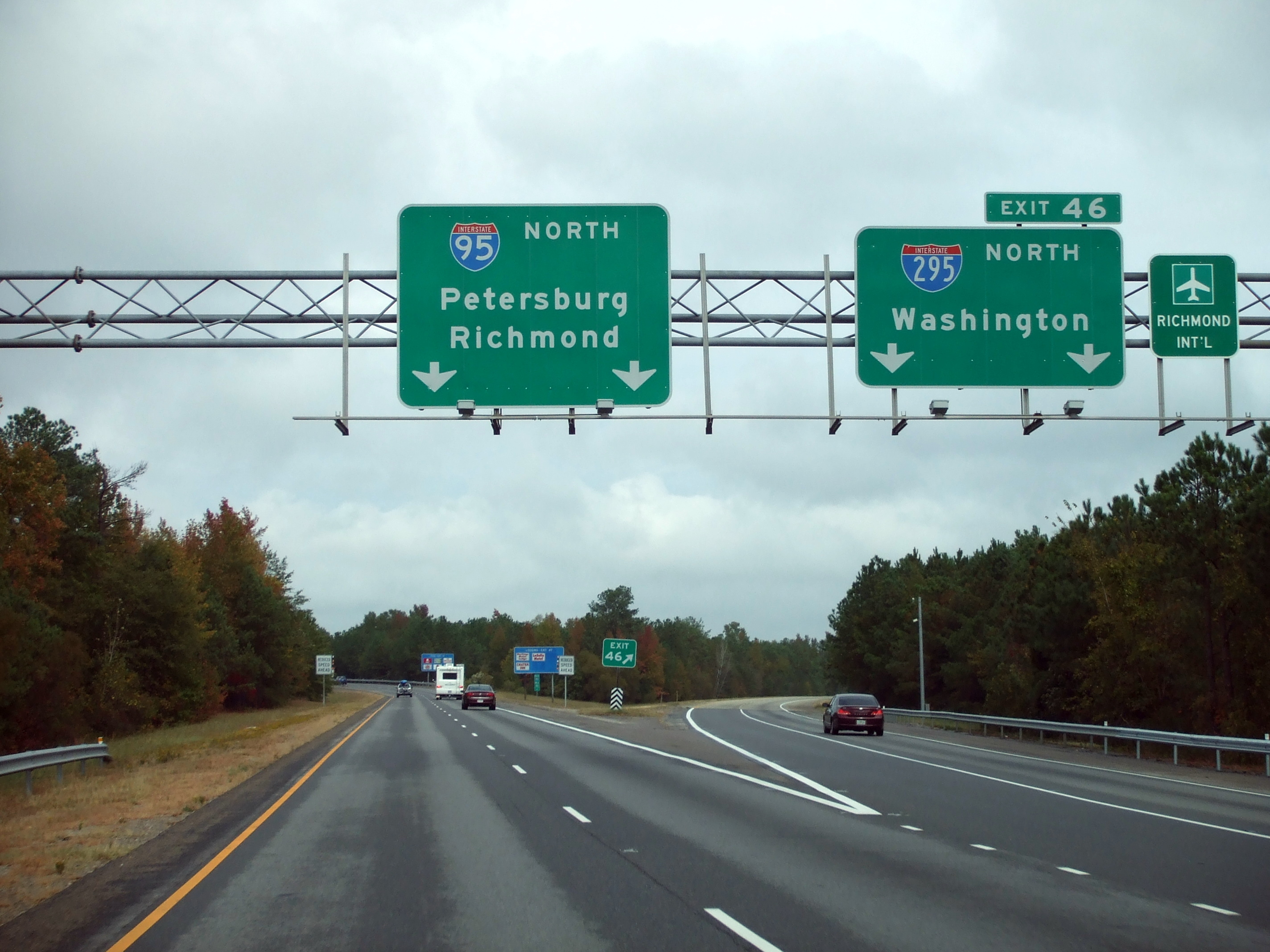
Terminus sud de l'I-295, à la jonction avec l'I-95.

L'I-295 sert de route de contournement autour du centre-ville pour l'I-64 et l'I-95. Elle sert aussi de raccourci pour les automobilistes reliant Washington et le sud-est de la Virginie en plus de relier plusieurs des banlieues de Richmond (dont Short Pump, Mechanicsville, Highland Springs, Varina et Hopewell).
L'autoroute débute à la jonction avec l'I-95 au sud de Petersburg. Elle croise la US 460 suivie de plusieurs routes régionales dans des environs plus ruraux. L'autoroute traverse le James River et continue son trajet vers le nord. Elle croise ensuite la SR 895, une courte route collectrice à péage qui relie l'I-95 et l'Aéroport international de Richmond. L'autoroute continue vers le nord et rencontre ensuite la US 60 et l'I-64 dans deux échangeurs consécutifs.
Au nord de l'échangeur avec l'I-64 et de la US 60, l'autoroute bifurque vers le nord-ouest. Elle croise deux voies locales, la US 360, une autre voie locale et la US 301 au nord-est de Richmond. En se dirigeant davantage vers l'ouest, l'I-295 rencontre l'I-95 et la US 1. Elle continue vers l'ouest et rencontre la US 33. Peu après, elle atteint l'I-64, ce qui marque son terminus nord, un peu à l'ouest de Richmond.
L'objet principal de la route est de servir de lien direct, en évitant le centre-ville de Richmond, pour les automobilistes qui se dirigent vers Washington, Charlottesville et Rocky Mount.

## Liste des sorties
| Interstate 295   |                  |       |       |                  | |                                                                                                  |
| Comté            | Municipalité     | mi    | km    | Sortie           | Intersections / Destinations                                                                                      | Notes                                                                                            |
| Prince George    |                  | 0,00  | 0,00  |                  | I-95 sud – Emporia, Rocky Mount                                                                                   | Sortie 46 de l'I-95                                                                              |
| Prince George    |                  | 0,00  | 0,00  | 1                | I-95 nord vers I-85 – Petersburg                                                                                  | Sortie 46 de l'I-95                                                                              |
| Prince George    | New Bohemia      | 2,50  | 4,02  | 3                | US 460 – Petersburg, Norfolk                                                                                      | Indiqué sortie 3A (est) et 3B (ouest)                                                            |
| City de Hopewell | City de Hopewell | 9,04  | 14,55 | 9                | SR 36 (en) – Fort Lee, Colonial Heights, Petersburg, Hopewell                                                     | Indiqué sortie 9A (est) et 9B (ouest)                                                            |
| Chesterfield     | Chester          | 14,84 | 23,88 | 15               | SR 10 (en) vers I-95 –Chester, Hopewell                                                                           | Indiqué sortie 15A (est) et 15B (ouest)                                                          |
| Chesterfield     | Meadowville      | 16,16 | 26,01 | 16               | SR 618 (en) (Rivers Bend Boulevard) / Meadowville Technology Parkway                                              |                                                                                                  |
| James River      | James River      | 17,45 | 28,08 | Pont Varina-Enon | Pont Varina-Enon                                                                                                  | Pont Varina-Enon                                                                                 |
| Henrico          | Varina Grove     | 21,67 | 34,87 | 22               | SR 5 (en) – Varina, Charles City                                                                                  | Indiqué sortie 22A (est) et 22B (ouest)                                                          |
| Henrico          |                  | 24,60 | 39,59 | 25               | SR 895 Toll (en) ouest vers I-95 – Richmond, Aéroport international de Richmond                                   |                                                                                                  |
| Henrico          |                  | 27,70 | 44,58 | 28               | I-64 / US 60 – Richmond, Norfolk, Virginia Beach, Aéroport international de Richmond, Seven Pines, Bottoms Bridge | Indiqué sortie 28A (I-64 est) et 28B (I-64 ouest / US 60) en direction sud; sortie 200 de l'I-64 |
| Henrico          |                  | 30,67 | 49,36 | 31               | SR 156 (en) – Highland Springs, Cold Harbor, Aéroport international de Richmond                                   | Indiqué sortie 31A (nord) et 31B (sud)                                                           |
| Hanover          |                  | 33,96 | 54,65 | 34               | SR 615 (en) (Creighton Road)                                                                                      | Indiqué sortie 34A (est) et 34B (ouest)                                                          |
| Hanover          | Mechanicsville   | 36,51 | 58,76 | 37               | US 360 – Mechanicsville, Tappahannock                                                                             | Indiqué sortie 37A (est) et 37B (ouest)                                                          |
| Hanover          | Mechanicsville   | 38,15 | 61,40 | 38               | SR 627 (en) (Meadowbridge Road / Pole Green Road)                                                                 | Indiqué sortie 38A (est) et 38B (ouest)                                                          |
| Hanover          |                  | 40,72 | 65,53 | 41               | US 301 / SR 2 (en) – Richmond, Hanover                                                                            | Indiqué sortie 41A (nord) et 41B (sud)                                                           |
| Henrico          |                  | 43,04 | 69,27 | 43               | I-95 – Richmond, Washington                                                                                       | Indiqué sortie 43A (nord) et 43B (sud); sortie 84 de l'I-95                                      |
| Henrico          | Glen Allen       | 43,57 | 70,12 | 43               | US 1 – Richmond, Ashland                                                                                          | Indiqué sortie 43C (nord) et 43D (sud)                                                           |
| Henrico          | Glen Allen       | 45,07 | 72,53 | 45               | Woodman Road | Indiqué sortie 45A (nord) et 45B (sud)                                                           |
| Henrico          |                  | 48,38 | 77,86 | 49               | US 33 – Richmond, Montpelier                                                                                      | Indiqué sortie 49A (ouest) et 49B (est)                                                          |
| Henrico          |                  | 50,72 | 81,63 | 51               | Nuckols Road | Indiqué sortie 51A (nord) et 51B (sud)                                                           |
| Henrico          |                  | 52,43 | 84,38 | 53               | I-64 vers SR 288 (en) / US 250 – Richmond, Charlottesville                                                        | Indiqué sortie 53A (ouest) et 53B (est); sortie 177 de l'I-64                                    |
|                  |                  |       |       |                  | |                                                                                                  |